# Meddah (Algérie)
Pour les articles homonymes, voir Meddah.

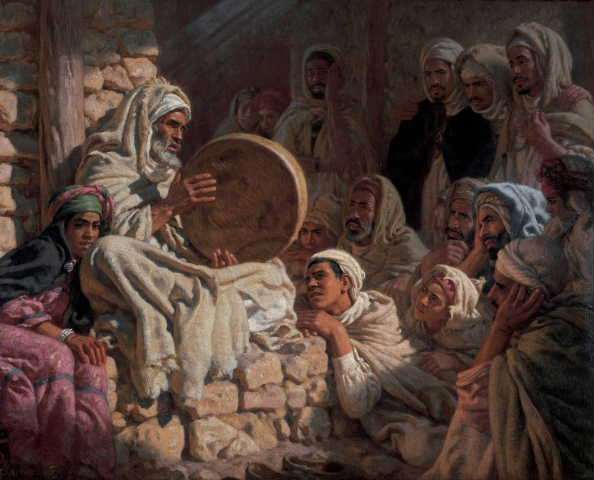
Illustration d'un Meddah aveugle chantant l’épopée du Prophète, par Étienne Dinet, vers 1922.

Le Meddah (en arabe : المدّاح), également appelé guawwal ou raoui, est un conteur public traditionnel en Algérie. Il joue un rôle central dans la transmission orale du patrimoine populaire, en particulier à travers les contes, les légendes, les épopées religieuses et les chansons narratives. Le Meddah officie généralement dans les places publiques, souks (les marchés) ou les cafés populaires, rassemblant un auditoire varié grâce à sa voix, ses gestes et sa capacité à captiver par le récit.

## Étymologie
Le terme Meddah dérive du verbe arabe "madah" (مدح), qui signifie "faire l’éloge". Historiquement, le Meddah pouvait également être un chanteur religieux, louant Dieu ou les prophètes dans des poèmes rythmés. En Algérie, il s’est sécularisé pour devenir avant tout un narrateur populaire. 
Le terme est spécifique à l’Algérie. Dans d’autres pays du monde arabe ou du Maghreb, le conteur traditionnel prend des noms différents :
- Hakawati au Liban ou en Syrie ;
- Hallaqji au Maroc ;
- Ghdawi en Tunisie[1].

Le poète populaire est également appelé gawwāl en Algérie.

## Histoire
Le Meddah est l’une des figures de la narration publique en Algérie, principalement masculine. Il incarne le gardien de la mémoire collective, relatant des histoires connues de tous, mais à sa manière. Sa fonction dépasse le simple divertissement : il transmet des valeurs morales, des leçons de sagesse, mais aussi des éléments d’histoire locale ou de culture religieuse.

Chaque vendredi, jour de marché dans plusieurs régions algériennes, le Meddah attire la foule par ses récits ponctués de musique. Il peut accompagner sa narration avec un instrument traditionnel comme le gumbri. Le public, composé d’hommes et d’enfants, se rassemble autour de lui dans une atmosphère conviviale et attentive. 

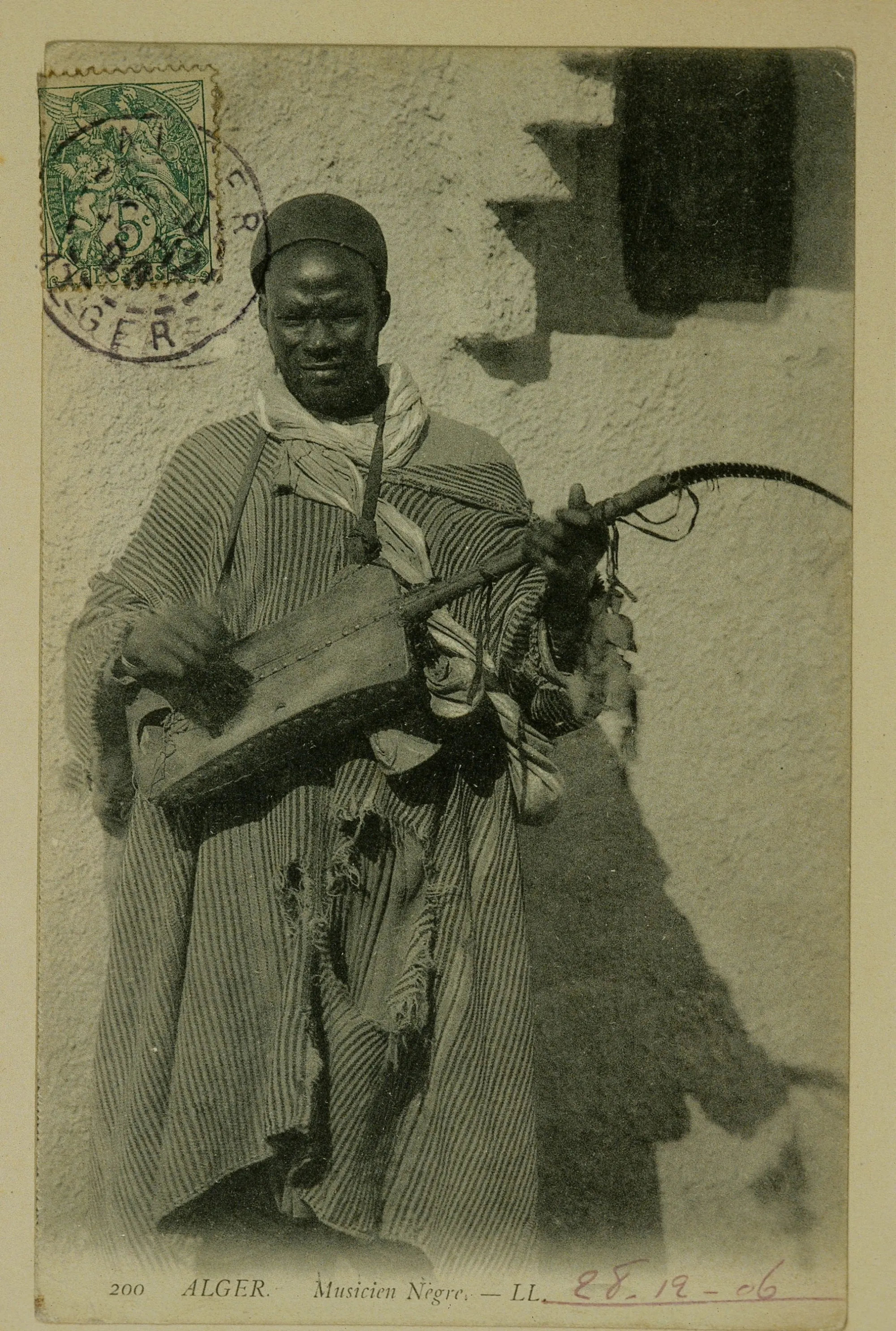
Guembri algérien en 1909.

Le Meddah utilise une structure narrative codifiée :
- une formule d’ouverture rituelle (ex: "Il était une fois, dans les temps anciens… un sultan, et le seul vrai sultan est Dieu… Si j’ai menti, que Dieu me pardonne… Si c’est le diable qui a menti, que la malédiction de Dieu soit sur lui.")[4] ;
- une alternance entre narration et chants ;
- une formule de clôture souvent humoristique ou poétique (ex: "Mon conte est fluide comme l’ondée, je l’ai raconté à une noble lignée. Que les chacals soient maudits, quant à nous, que Dieu pardonne nos péchés.")[5].

Sa voix, son regard, sa gestuelle, et l’utilisation de figures religieuses ou mythiques (comme Salomon, Antar bin Shaddād ou les djinns) participent à l’art performatif de son récit.
Depuis les années 1990, le Meddah est de moins en moins présent dans la vie publique algérienne. Plusieurs facteurs expliquent ce déclin :
- la marginalisation institutionnelle de l’art oral (peu ou pas de reconnaissance officielle) ;
- l’absence de soutien culturel ;
- la domination des médias modernes (télévision, réseaux sociaux),
- la transformation des structures familiales et sociales, qui réduisent les occasions de transmission.

Naïma Mahailia, conteuse algérienne contemporaine, souligne que « le patrimoine oral ou le conte oral est la mémoire des gens. Et si cette mémoire ne trouve pas d’auditeurs, elle reste enfermée et meurt avec son détenteur. ».